# L'Art de voir
 (janvier 2011).
Si vous disposez d'ouvrages ou d'articles de référence ou si vous connaissez des sites web de qualité traitant du thème abordé ici, merci de compléter l'article en donnant les références utiles à sa vérifiabilité et en les liant à la section « Notes et références ».
L’Art de voir. Lire sans lunettes grâce à la méthode Bates (The Art of Seeing) est un ouvrage de l’auteur britannique Aldous Huxley (1894-1963), paru en 1942.
L’auteur, presque aveugle à l’âge de 16 ans des suites d’une attaque de kératite ponctuée, vécut jusqu’en 1939 avec une vision très déficiente. C'est alors qu'il découvrit la méthode du docteur W. H. Bates, une méthode de rééducation visuelle à base psychologique, qui lui permit en quelques mois de lire sans lunettes. Par gratitude envers ce pionnier de l'éducation visuelle, Huxley écrivit L'Art de voir. Il y explique la méthode du docteur Bates en la rapprochant des grandes découvertes de la psychologie moderne.